# 1281 км (зупинний пункт)
1281 кілометр — пасажирський залізничний зупинний пункт Одеської дирекції Одеської залізниці на лінії Чорноморська — Одеса-Головна.
Розташований у центрі села Кремидівка, Лиманський район, Одеської області між станціями Кремидівка (1 км) та Кулиндорове (10 км).
Станом на початок 2018 р на платформі не зупиняються приміські поїзди.